# Amtsblatt des Kontrollrats in Deutschland
Das Amtsblatt des Kontrollrats in Deutschland (französisch: Journal officiel du Conseil de Contrôle en Allemagne; englisch: Official gazette of the Control Council for Germany; russisch: Vedomosti Kontrol'nogo Soveta v Germanii) war das Amtsblatt des Alliierten Kontrollrats in Deutschland. Es wurde von 1945 bis 1948 herausgegeben.

## Inhalte
Das Amtsblatt des Kontrollrats enthielt die vom Kontrollrat erlassenen Normen und Erklärungen für das besetzte Deutschland. Dazu gehörten die Kontrollratsgesetze, die Kontrollratsdirektiven, die Kontrollratsbefehle und die Kontrollratsproklamationen. Alle Texte wurden in Deutsch, Englisch, Französisch und Russisch veröffentlicht.
Nachdem sich die Sowjetunion aus dem Kontrollrat zurückgezogen hatte, wurden keine weiteren Rechtsnormen erlassen, und es kam nur noch zur Veröffentlichung einer Ausgabe mit den bereits beschlossenen Texten.

## Ausgaben
- Nummer 1 vom 29. Oktober 1945, Digitalisat der Deutschen Nationalbibliothek: urn:nbn:de:101:1-201301314955.
- Nummer 2 vom 30. November 1945, Digitalisat der Deutschen Nationalbibliothek: urn:nbn:de:101:1-201301314932.
- Nummer 3 vom 31. Januar 1946, Digitalisat der Deutschen Nationalbibliothek: urn:nbn:de:101:1-201301314942.
- Nummer 4 vom 28. Februar 1946, Digitalisat der Deutschen Nationalbibliothek: urn:nbn:de:101:1-201301314977.
- Nummer 5 vom 31. März 1946, Digitalisat der Deutschen Nationalbibliothek: urn:nbn:de:101:1-201301315028.
- Nummer 6 vom 30. April 1946, Digitalisat der Deutschen Nationalbibliothek: urn:nbn:de:101:1-201301314963.
- Nummer 7 vom 31. Mai 1946, Digitalisat der Deutschen Nationalbibliothek: urn:nbn:de:101:1-201301314981.
- Nummer 8 vom 1. Juli 1946, Digitalisat der Deutschen Nationalbibliothek: urn:nbn:de:101:1-201301314994.
- Nummer 9 vom 31. Juli 1946, Digitalisat der Deutschen Nationalbibliothek: urn:nbn:de:101:1-201301315002.
- Nummer 10 vom 31. August 1946, Digitalisat der Deutschen Nationalbibliothek: urn:nbn:de:101:1-201301315011.
- Nummer 11 vom 31. Oktober 1946, Digitalisat der Deutschen Nationalbibliothek: urn:nbn:de:101:1-201301315086.
- Nummer 12 vom 30. November 1946, Digitalisat der Deutschen Nationalbibliothek: urn:nbn:de:101:1-201301315031.
- Nummer 13 vom 31. Dezember 1946, Digitalisat der Deutschen Nationalbibliothek: urn:nbn:de:101:1-201301315054.
- Nummer 14 vom 31. März 1947, Digitalisat der Deutschen Nationalbibliothek: urn:nbn:de:101:1-201301315111.
- Nummer 15 vom 31. Mai 1947, Digitalisat der Deutschen Nationalbibliothek: urn:nbn:de:101:1-201301315121.
- Nummer 16 vom 31. Juli 1947, Digitalisat der Deutschen Nationalbibliothek: urn:nbn:de:101:1-201301315102.
- Nummer 17 vom 31. Oktober 1947, Digitalisat der Deutschen Nationalbibliothek: urn:nbn:de:101:1-201301315131.
- Nummer 18 vom 31. Januar 1948, Digitalisat der Deutschen Nationalbibliothek: urn:nbn:de:101:1-201301315151.
- Nummer 19 vom 31. August 1948, Digitalisat der Deutschen Nationalbibliothek: urn:nbn:de:101:1-201301315145.
- Ergänzungsblatt Nummer 1 von 1946, Digitalisat der Deutschen Nationalbibliothek: Englisch: urn:nbn:de:101:1-201301315071, Französisch: urn:nbn:de:101:1-201301315047, Russisch: urn:nbn:de:101:1-201301315065, Deutsch: urn:nbn:de:101:1-201301315097.